# Cerkev Marijinega rojstva, Tišina
Cerkev Marijinega rojstva je v kraju Tišina in občini Tišina. Spada v župnijo Tišina. 
V župnijo Marijinega rojstva spadajo: Gradišče, Tropovci, Tišina, Petanjci, Murski Petrovci, Sodišinci, Gederovci, Krajna, Rankovci, Vanča vas in Kupšinci. Gre za eno najstarejših pomurskih župnij, saj domnevajo, da je nastala že v 12. stoletju. Tišina je bila več stoletij romarski kraj. Sedanje število vasi je skorajda enako prvotnemu obsegu župnije.

## Nekdanja poimenovanja krajev
Leta 1233 se na območju današnjih Petanjec javljata rodovini Petenye in Nadasd, ki si delita posest na tem ozemlju, katero je po prodajno - kupni pogodbi rodovina Petenye prepustila rodovini Nadasd. To območje je bilo v 13. stoletju že naseljeno. Naseljenost ozemlja tišinske župnije v 14. stoletju se more primerjati že z današnjim stanjem. Leta 1366 se omenjajo vasi: Gradišče, Tropovci, Tišina, Petrovci, Sodišinci, vas Stanehna (sedanji Gederovci), vas Svetehna sedanja Krajna, Ivanča vas, Hrenkovci (Rankovci), Kupšinci, Mesynch (Mešnice, zaselek ob tišinski cerkvi) in Kupert vas (vas Rupret - današnji Skakovci).  
Leta 1347 se v neposredni soseščini Petanjec omenja Marijina cerkev v kraju Mesynch, tudi Miysniche, ki je istovetna z današnjo tišinsko cerkvijo. Tišinska župnija ni nastala šele v 14. stoletju, starejša je vsaj za 200 let. Njena cerkev je bila prvotno posvečena Marijinemu vnebovzetju kot dve najstarejši prekmurski cerkvi: pri Gradu in v Turnišču. Možno je, da je sedanja cerkvena ladja ostanek cerkve, ki je obstajala že v 14. stoletju.

## Prenova v 16. stoletju
Tišinska cerkev je bila po letu 1500, torej v 16. stoletju, prenovljena. Tedaj so dozidali današnje mogočno svetišče, ki je v slogu pozne gotike. V starejših poročilih se omenja Sara Szechy, soboška grofica, kot dobrotnica cerkve. Gotovo je, da je bilo svetišče tišinske cerkve zgrajeno s pomočjo pristojne zemljiške gospode, ki je imela svoj sedež v Soboti. Prvotno je bil zvonik nad svetiščem.
Leta 1683 so bili Turki, ki so oblegali Dunaj, premagani. Tedaj so prodirale za njimi zmagovite čete, ki so prav tako kot oni povzročile Ijudstvu marsikatero nevšečnost in nasilje. V teh prevratih je bila tišinska cerkev zelo prizadeta, saj jo je zajel ogenj. Zgoreli so strop v cerkvi in celotno ostrešje z zvonikom nad svetiščem. Zgoreli so tudi oprema v cerkvi in leseni deli oltarjev, klopi, lesene podobe in cerkvena obleka. 
Prvo in najbolj potrebno popravilo je bilo opravljeno leta 1685 in nato spet leta 1698. Tedaj so postavili v cerkveni ladji zidan obok in obnovili streho nad cerkvijo ter sezidali nov zvonik na zahodni strani ladje, kot je še danes. Leta 1698 je imela cerkev tri kamnite oltarje, le glavni je bil uporaben. Pokopališče je bilo okrog cerkve in obdano z leseno ograjo. V cerkvi je bilo več kript (grobnic). Zakristija na severni strani in celotna cerkev sta bili tlakovani z opeko. V vizitacijskem zapisniku iz leta 1756 piše, da je glavni oltar posvečen Mariji, eden stranskih oltarjev sv. Barbari, drugi pa je oltar sv. Antona Padovanskega, postaviti pa so ga 1737. leta. Glavni oltar je dal znova postavili 1756. leta cerkveni patron Peter Szapary. Tabernakelj na glavnem oltarju je bil lesen in pozlačen. Knjige za nedeljsko branje evangelijev cerkev ni imela. To samo dokazuje, kako je bilo potrebno, da je Mikloš Küzmič leta 1780 izdal knjigo Szvéti evangyeliomi. Cerkev je imela 3 zvonove, ki so jih vojaki 1916. leta, ko je bila prva svetovna vojna, pretopili v topovske krogle. Pustili so enega, ki je še zdaj v cerkvenem zvoniku. Nadomestne zvonove, pa so dali uliti 1923. leta. V letih 1854 - 1855 so sezidati novo župnijo. Za silo so obnovili tudi cerkev. Nove omete je cerkev dobila leta 2019.

## Dr. Franc Ivanoci
Franc Ivanoci je zelo znana prekmurska osebnost. Rodil se je 1857. leta v Ivanovcih. lz te rodbine izhaja več duhovnikov lvanocyev. Zaradi spoštovanja do njih je prevzel priimek Ivanocy. V Sombotelu je obranil doktorsko disertacijo »Sveto pismo in klinopisni spomeniki«. Nekaj časa je bil kaplan v Soboti, nato so ga poklicali v sombotelsko bogoslovje za prefekta in ga imenovali za profesorja dogmatike.  Ljubezen do slovenskega Ijudstva ga je privedla nazaj med rojake. V tišinski župniji je deloval od 1899. leta do svoje smrti 29. avgusta 1913. leta. Pokopan je v rojstni župniji sv. Benedikta. Na Tišini je skrbel za duhovno življenje, pospeševal je Ijudsko petje, zagovarjal pravico uporabe maternega jezika pri poučevanju verouka. Na novo je izdal Kuzmičev molitvenik Molitvena knjiga, poskrbel za druge knjige, širil nabožne knjige, posebno Mohorjeve. Bil je borec za narodove pravice. Sprožil je narodnostno vprašanje in s tem napovedal razvoj dogodkov v Prekmurju, ki se je končal po prvi svetovni vojni z združitvijo naše pokrajine z drugimi Slovenci. 8. septembra 1957. leta, ko so slavili njegovo 100 -letnico, so mu na južni strani cerkve odkrili spominsko ploščo. Začel je tudi pisati kroniko župnije Tišina, s čimer je postavil temelj, na katerem so potem nadaljevali nasledniki.

## Novejši čas
Opravili so elektrifikacijo cerkve, župnišča in gospodarskega poslopja, obnovili so streho cerkve, pročelje, strelovod, notranjost, zlasti pa svetišče, kjer je zdaj daritveni oltar, obrnjen proti ljudstvu. Cerkev ima ogrevanje, prenovljeni so stari oltarji, narejeno je ozvočenje in sodobna osvetlitev, nova upodobitev križevega pota, varnostne naprave za novo veroučno učilnico, ki je večnamenska in velika. Obnovljene so orgle, izdelane pred 100 leti. To delo so opravili 1991. leta strokovnjaki orglarske delavnice iz Hoč pri Mariboru. Na območju tišinske fare so obnovili vse kapelice in druga verska znamenja. Leta 2019 je bila izpeljana vzorčna prenova pročelij z apnenimi ometi. Dela pod nadzorom Zavoda za varstvo kulturne dediščine iz Maribora je izvajalo podjetje Gnom. Prenova je bila končana 8. septembra 2019. 

## Arhitektura
Cerkev predstavlja nadaljevanje romanske tradicije cerkve z vzhodnim zvonikom, ki so ji na začetku16. stoletja prizidali večji prezbiterij in zvonik na zahodu.
Cerkev stoji ob robu središča naselja, tik ob križišču cest.

## Župniki in kaplani

### Župniki
- Jurij Baltazar pl. Raffay (1768-1773) – * Kövesvölgy (Prosečka vas) o. 1726; † Murska Sobota 19. januar,1789.
- Števan Pertoci (1773-1781) – Bil je nižji plemič. * Pertoča o.1738; † Tišina 25. november, 1781.
- Ferenc Cipot (1782-1824) – * Mladetinci (Mlajtinci), o. 1755; † Tišina, 10. junij, 1824.
- Janoš Šbül (1824-1826) – * Turnišče, 19. september, 1795; † Cankova, 15. april, 1858.
- Jožef Maritš (1827-1851) – * Krog, Murska Sobota, 28. februar, 1792; † Tišina, 28. september, 1851.
- Marko (Kolenko) Terdeši (1851-1888) – * Črenšovci, 15. april, 1822; † Tišina, 25. december, leta 1888.
- Franc Ivanoci
- Rudolf Vadovitš (1913-1922) – * Pudmerice, Slovaška, 13. november, 1871; Župnikoval je v Beltincih od leta 1922.
- Jožef Kranc (1922-?) – * Čajta, Gradiščanska 10. maj, 1889.

### Kaplani
- Frane Barkovič (1859-1861) – * Dolnja Pulja, Gradiščanska 10. oktober, 1835; † Rohunac, Gradiščanska [[9. maj], 1895.
- József Nemeskövi (1861) – Židovskega rodu, pravi priimek je Edelstein. * Wisnik, pri Wrocławu 16. december, 1831; † Nagyszőllős 18. september, 1908.
- Vendel Ratkovič (1861-1862)
- Alojz Matjašec/Matjašič (1862-1864) – * ? 24. marec, 1833; † Pertoča, 15. marec, 1866.
- Peter Kodela (1864-1865) – * Kančevci, 6. maj, 1839; † Gornji Senik, 31. marec, 1894. Na Gornjem Seniku bil je Košičev zanamec.
- Ivan Kaus (1869)
- Jožef Bagari (1869-1870)
- Jožef (Kodela) Ivanoci (1870-1872) – * Ivanovci, 17. marec, 1842; † Radgona, 21. junija leta 1903.
- Ferenc Gašpar (1872-1877) – * Slovenska ves, 17. januar, 1843; † Murska Sobota, 15. januar, 1906.
- Stjepan Hanto (1877-1887) – * Nagykölked, pri Kermendinu, 22. januar, 1846; † Petrovo Selo, pri Sombotelu, 17. oktober, 1904.
- Janoš Bagari (1887-1888) – * Csesztreg, Őrség 1. maj, 1862; † Pertoča 28. november, 1929.
- Alajos Kalocsai (1888-1889) – Pravi priimek je Alojz Kous, od leta 1905 Kalocsai. * Murska Sobota, 13. september, 1864; † Incéd 18. november, 1924.
- Jožef Klekl st. (1891-1902)
- Jožef Sakovič (1902-1905)
- Janez Čenar (1905-1906) – * Dolnja Pulja, Gradiščanska, 6. marec, 1877; Od leta 1914 župnikoval je na vasi Pósaszentkatalin pri Hobdelci, Gradiščanska.
- Mirko Lenaršič (1906-1911)
- Števan Kühar (1911-1912)
- Kálmán Kiss (1912-1913) – * Söpte pri Sombotelu (Szombathely) 6. oktober, 1887. Župnikoval je od leta 1928 na vasi Gérce pri Sárváru.
- Števan Deli (1919) – * Hrastovica, pri Kermendinu 19. april, 1891; † Števanovci, leta 1937.

### Dušni pastirji iz župnije
- Mikloš Miholitš (* Tišina, 1758; † Bogojina, 1794)
- Franc pl. Gombossy (* Tropovci 1770; † Nagykölked, 1836)
- Fran Klomfar (* Murski Petrovci, 1790; † Bánokszentgyörgy, 1827)
- Franc Hüll (* Tišina, 1800; † Murska Sobota, 1880) Franc Jožef ga je leta 1872 imenoval za priorja.
- Jožef Šiftar (* Petanjci, 1826; † Grad, 1887)
- Janoš Paišlar (* Petanjci, 1828; † Murska Sobota, 1856)
- Števan Kocjan (* Sodišinci, 1866; † Števanovci, 1925)
- Alojz Kühar (* Satahovci, 1873; † Gornji Petrovci, 1927)
- Vincent Matjaž Mitnjek (* Petanjci, 1875; † Heiligenbrunn, Gradiščansko) Umorili so, verjetno je politični razlog, kjer na Gradiščanskem po Prvi svetovni vojni madžarski Razcapenska garda (Rongyos Gárda) zavzel površina in deklariral država Lajtabánság, ampak mnogo ljudi in Madžarska nasprotoval.
- Jožef Klekl (pisatelj)
- Dr. Franc Rogač
- Jožef Hauko (* Rankovci, 1890; od leta 1931 je bil župnik v Bogojini)
- Rudolf Kühar (* Satahovci, 1896; † Ižakovci, 1918)
- Janoš Kühar